# Copa Polla Gol 1979
La Copa Chile-Polla Gol 1979 fue la 9.º versión del clásico torneo de copa entre clubes de Chile, participando solo los equipos de la Primera División chilena de ese año. Fue dirigido por la Asociación Central de Fútbol y se disputó como un campeonato de apertura al torneo nacional. Finalizó el 14 de abril de 1979, coronándose campeón Universidad de Chile, que derrotó a Colo-Colo por 2-1.
Su primera fase se jugó en un formato consistente en cuatro grupos: tres conformados con cuatro equipos cada uno y uno con seis equipos. Los dos primeros posicionados de cada grupo accedían y se enfrentaban en cuartos de final, en partidos de ida y vuelta. No obstante, las semifinales y la final se jugaron en partidos únicos. El campeón obtenía dos puntos de bonificación para el campeonato nacional, mientras que el subcampeón y los otros dos semifinalistas obtenían un punto.

## Primera fase
Se asignaba un punto de bonificación por cada partido ganado con la marca de cuatro o más goles.

### Grupo 1
| Pos | Equipo               | PJ | PG | PE | PP | GF | GC | Dif | +3 | Pts |
| --- | -------------------- | -- | -- | -- | -- | -- | -- | --- | -- | --- |
| 1   | Universidad Católica | 6  | 4  | 0  | 2  | 12 | 5  | 7   | 1  | 9   |
| 2   | Palestino            | 6  | 4  | 0  | 2  | 12 | 11 | 1   | 1  | 9   |
| 3   | Santiago Wanderers   | 6  | 2  | 1  | 3  | 6  | 10 | -4  | 0  | 5   |
| 4   | Everton              | 6  | 1  | 1  | 4  | 11 | 15 | -4  | 1  | 4   |

### Grupo 2
| Pos | Equipo         | PJ | PG | PE | PP | GF | GC | Dif | +3 | Pts |
| --- | -------------- | -- | -- | -- | -- | -- | -- | --- | -- | --- |
| 1   | Unión Española | 6  | 3  | 2  | 1  | 12 | 6  | 6   | 1  | 9   |
| 2   | Cobreloa       | 6  | 2  | 2  | 2  | 17 | 11 | 6   | 2  | 8   |
| 3   | Coquimbo Unido | 6  | 2  | 1  | 3  | 9  | 9  | 0   | 1  | 6   |
| 4   | O'Higgins      | 6  | 2  | 1  | 3  | 6  | 18 | -12 | 0  | 5   |

### Grupo 3
| Pos | Equipo              | PJ | PG | PE | PP | GF | GC | Dif | +3 | Pts |
| --- | ------------------- | -- | -- | -- | -- | -- | -- | --- | -- | --- |
| 1   | Deportes Concepción | 6  | 4  | 1  | 1  | 11 | 8  | 3   | 1  | 10  |
| 2   | Naval               | 6  | 3  | 2  | 1  | 9  | 6  | 3   | 0  | 8   |
| 3   | Green Cross-Temuco  | 6  | 1  | 2  | 3  | 8  | 10 | -2  | 0  | 4   |
| 4   | Lota Schwager       | 6  | 1  | 1  | 4  | 6  | 10 | -4  | 0  | 3   |

### Grupo 4
| Pos | Equipo               | PJ | PG | PE | PP | GF | GC | Dif | +3 | Pts |
| --- | -------------------- | -- | -- | -- | -- | -- | -- | --- | -- | --- |
| 1   | Colo-Colo            | 10 | 7  | 1  | 2  | 24 | 9  | 15  | 2  | 17  |
| 2   | Universidad de Chile | 10 | 6  | 3  | 1  | 18 | 7  | 11  | 1  | 16  |
| 3   | Deportes Aviación    | 10 | 5  | 2  | 3  | 21 | 16 | 5   | 3  | 15  |
| 4   | Audax Italiano       | 10 | 2  | 3  | 5  | 9  | 13 | -4  | 1  | 8   |
| 5   | Santiago Morning     | 10 | 1  | 4  | 5  | 6  | 14 | -8  | 1  | 7   |
| 6   | Ñublense             | 10 | 1  | 3  | 6  | 9  | 28 | -19 | 0  | 5   |

Pos = Posición; PJ = Partidos jugados; PG = Partidos ganados; PE = Partidos empatados; PP = Partidos perdidos; GF = Goles a favor; GC = Goles en contra; Dif = Diferencia de gol; +3 = Partidos con más de 3 goles; Pts = Puntos
|  | Clasificados a cuartos de final |

## Cuartos de final
En la tabla se muestran los equipos según la localía en el partido de ida. En negrita los equipos clasificados a semifinales.
| Llave | Equipo local                           | Equipo visitante                       | Ida   | Vuelta | Tiempo extra |
| ----- | -------------------------------------- | -------------------------------------- | ----- | ------ | ------------ |
| 1     | Cobreloa (2.º del Grupo 2)             | Palestino (2.º del Grupo 1)            | 3 - 1 | 2 - 0  |              |
| 2     | Colo-Colo (1.º del Grupo 4)            | Deportes Concepción (1.º del Grupo 3)  | 2 - 1 | 1 - 2  | 1 - 0        |
| 3     | Unión Española (1.º del Grupo 2)       | Universidad Católica (1.º del Grupo 1) | 1 - 1 | 2 - 0  |              |
| 4     | Universidad de Chile (2.º del Grupo 4) | Naval (2.º del Grupo 3)                | 0 - 0 | 4 - 1  |              |

## Semifinales
En negrita los equipos clasificados a la final.
| Equipo local                                 | Equipo visitante                       | Resultado | Tiempo extra |
| -------------------------------------------- | -------------------------------------- | --------- | ------------ |
| Cobreloa (Ganador de la llave 1)             | Colo-Colo (Ganador de la llave 2)      | 0 - 0     | 0 - 1        |
| Universidad de Chile (Ganador de la llave 4) | Unión Española (Ganador de la llave 3) | 2 - 1     |              |

## Final
|       | POR   | Hugo Carballo       |  |
|       | DEF   | Johnny Ashwell      |  |
|       | DEF   | Alberto Quintano    |  |
|       | DEF   | Luis Mosquera       |  |
|       | DEF   | Vladimir Bigorra    |  |
|       | MED   | Juan Soto           |  |
|       | MED   | Leonardo Montenegro |  |
|       | MED   | Jorge Socías        |  |
|       | DEL   | Héctor Hoffens      |  |
|       | DEL   | Luis Alberto Ramos  |  |
|       | DEL   | Mariano Puyol       |  |
| D. T. | D. T. | Fernando Riera      |  |

|       | POR   | Óscar Wirth        |  |
|       | DEF   | Mario Galindo      |  |
|       | DEF   | Leonel Herrera     |  |
|       | DEF   | Atilio Herrera     |  |
|       | DEF   | Gabriel Rodríguez  |  |
|       | MED   | Carlos Rivas       |  |
|       | MED   | Daniel Díaz        |  |
|       | MED   | José Bernal        |  |
|       | DEL   | Ramón Héctor Ponce |  |
|       | DEL   | Carlos Caszely     |  |
|       | DEL   | Leonardo Véliz     |  |
| D. T. | D. T. | Pedro Morales      |  |

| 18' · 51' | Luis Alberto Ramos Héctor Hoffens | 1:1 2:1 |

| 3' | Atilio Herrera | 0:1 |

| ' | Gabriel Rodríguez |

| Principal  | Alberto Martínez |
| Asistentes | Nestor Mondría   |
|            | Mario Lira       |

|       | POR   | Hugo Carballo       |  |
|       | DEF   | Johnny Ashwell      |  |
|       | DEF   | Alberto Quintano    |  |
|       | DEF   | Luis Mosquera       |  |
|       | DEF   | Vladimir Bigorra    |  |
|       | MED   | Juan Soto           |  |
|       | MED   | Leonardo Montenegro |  |
|       | MED   | Jorge Socías        |  |
|       | DEL   | Héctor Hoffens      |  |
|       | DEL   | Luis Alberto Ramos  |  |
|       | DEL   | Mariano Puyol       |  |
| D. T. | D. T. | Fernando Riera      |  |

|       | POR   | Óscar Wirth        |  |
|       | DEF   | Mario Galindo      |  |
|       | DEF   | Leonel Herrera     |  |
|       | DEF   | Atilio Herrera     |  |
|       | DEF   | Gabriel Rodríguez  |  |
|       | MED   | Carlos Rivas       |  |
|       | MED   | Daniel Díaz        |  |
|       | MED   | José Bernal        |  |
|       | DEL   | Ramón Héctor Ponce |  |
|       | DEL   | Carlos Caszely     |  |
|       | DEL   | Leonardo Véliz     |  |
| D. T. | D. T. | Pedro Morales      |  |

| 18' · 51' | Luis Alberto Ramos Héctor Hoffens | 1:1 2:1 |

| 3' | Atilio Herrera | 0:1 |

| ' | Gabriel Rodríguez |

| Principal  | Alberto Martínez |
| Asistentes | Nestor Mondría   |
|            | Mario Lira       |

|       | POR   | Hugo Carballo       |  |
|       | DEF   | Johnny Ashwell      |  |
|       | DEF   | Alberto Quintano    |  |
|       | DEF   | Luis Mosquera       |  |
|       | DEF   | Vladimir Bigorra    |  |
|       | MED   | Juan Soto           |  |
|       | MED   | Leonardo Montenegro |  |
|       | MED   | Jorge Socías        |  |
|       | DEL   | Héctor Hoffens      |  |
|       | DEL   | Luis Alberto Ramos  |  |
|       | DEL   | Mariano Puyol       |  |
| D. T. | D. T. | Fernando Riera      |  |

|       | POR   | Óscar Wirth        |  |
|       | DEF   | Mario Galindo      |  |
|       | DEF   | Leonel Herrera     |  |
|       | DEF   | Atilio Herrera     |  |
|       | DEF   | Gabriel Rodríguez  |  |
|       | MED   | Carlos Rivas       |  |
|       | MED   | Daniel Díaz        |  |
|       | MED   | José Bernal        |  |
|       | DEL   | Ramón Héctor Ponce |  |
|       | DEL   | Carlos Caszely     |  |
|       | DEL   | Leonardo Véliz     |  |
| D. T. | D. T. | Pedro Morales      |  |

| 18' · 51' | Luis Alberto Ramos Héctor Hoffens | 1:1 2:1 |

| 3' | Atilio Herrera | 0:1 |

| ' | Gabriel Rodríguez |

| Principal  | Alberto Martínez |
| Asistentes | Nestor Mondría   |
|            | Mario Lira       |

|       | POR   | Hugo Carballo       |  |
|       | DEF   | Johnny Ashwell      |  |
|       | DEF   | Alberto Quintano    |  |
|       | DEF   | Luis Mosquera       |  |
|       | DEF   | Vladimir Bigorra    |  |
|       | MED   | Juan Soto           |  |
|       | MED   | Leonardo Montenegro |  |
|       | MED   | Jorge Socías        |  |
|       | DEL   | Héctor Hoffens      |  |
|       | DEL   | Luis Alberto Ramos  |  |
|       | DEL   | Mariano Puyol       |  |
| D. T. | D. T. | Fernando Riera      |  |

|       | POR   | Óscar Wirth        |  |
|       | DEF   | Mario Galindo      |  |
|       | DEF   | Leonel Herrera     |  |
|       | DEF   | Atilio Herrera     |  |
|       | DEF   | Gabriel Rodríguez  |  |
|       | MED   | Carlos Rivas       |  |
|       | MED   | Daniel Díaz        |  |
|       | MED   | José Bernal        |  |
|       | DEL   | Ramón Héctor Ponce |  |
|       | DEL   | Carlos Caszely     |  |
|       | DEL   | Leonardo Véliz     |  |
| D. T. | D. T. | Pedro Morales      |  |

| 18' · 51' | Luis Alberto Ramos Héctor Hoffens | 1:1 2:1 |

| 3' | Atilio Herrera | 0:1 |

| ' | Gabriel Rodríguez |

| Principal  | Alberto Martínez |
| Asistentes | Nestor Mondría   |
|            | Mario Lira       |

## Campeón
| Universidad de Chile            |
| Universidad de Chile 1.º Título |